# Komórki Ito

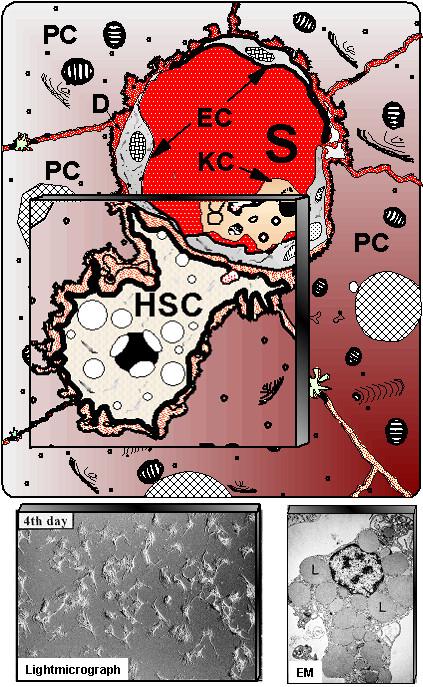
Schemat przedstawiający komórki gwiaździste wątroby w przestrzeniach okołozatokowych. Objaśnienia:
PC – hepatocyty, S – sinusoidy wątroby, KC – komórki Kupffera

Komórki Ito, komórki gwiaździste, komórki okołozatokowe – perycyty obecne w przestrzeniach okołozatokowych wątroby.
Oddają wypustki owijające się wokół naczynia zatokowego. Uważa się, że odgrywają istotną rolę w procesie włóknienia wątroby. Obok hepatocytów wytwarzają erytropoetynę. Mogą być selektywnie uwidocznione w specjalnym barwieniu chlorkami złota, ale również bez specjalnego barwienia, na podstawie małych kropli tłuszczu w cytoplazmie. Ponieważ krople te zawierają witaminę A, sądzi się, że komórki Ito mogą magazynować tę witaminę. Charakterystycznym markerem komórek Ito jest reelina, której ekspresja zwiększa się po uszkodzeniu miąższu wątroby. Aktywowana komórka Ito produkuje również kolagen (pod wpływem TGF-β, produkowanego przez hepatocyty i komórki Kupffera), co prowadzi do włóknienia miąższu. Embriologicznie pochodzą z grzebienia nerwowego.
Ten typ komórek opisał w 1951 roku japoński histolog Toshio Ito.

Ułożenie komórek w wątrobie